# Myriopholis macrorhyncha
Espèce
Synonymes
- Stenosoma macrorhynchum Jan, 1860
- Leptotyphlops macrorhynchus (Jan, 1860)
- Glauconia hamulirostris Nikolsky, 1907
- Glauconia erythrea Scortecci, 1929
- Leptotyphlops phillipsi Barbour, 1914
- Myriopholis phillipsi (Barbour, 1914)

Myriopholis macrorhyncha est une espèce de serpents de la famille des Leptotyphlopidae.

## Répartition
Cette espèce se rencontre du niveau de la mer jusqu'à 1 250 m d'altitude en Turquie, en Syrie, en Jordanie, en Irak, en Iran, au Pakistan, dans le nord-ouest de l'Inde, à Oman, aux Émirats arabes unis, en Israël, en Égypte, au Soudan, en Érythrée, en Éthiopie, en Somalie, au Kenya, en Libye, en Tunisie, en Algérie, au Maroc, au Sénégal, au Mali, au Niger, au Ghana et en Guinée. Sa présence au Cameroun est incertaine.

## Publication originale
- Jan, 1860 : Iconographie générale des ophidiens. Tome Premier, J. B. Balliere et Fils, Paris (texte intégral).